# Microcercis
Microcercis là một chi ruồi trong họ Chloropidae.